# Напавайн
Напавайн (на английски: Napavine) е град в окръг Люис, щата Вашингтон, САЩ. Напавайн е с население от 1361 жители (2000) и обща площ от 2,1 km². Намира се на 140 m надморска височина. ЗИП кодът му е 98565, а телефонният му код е 360.